# Quenton Jackson

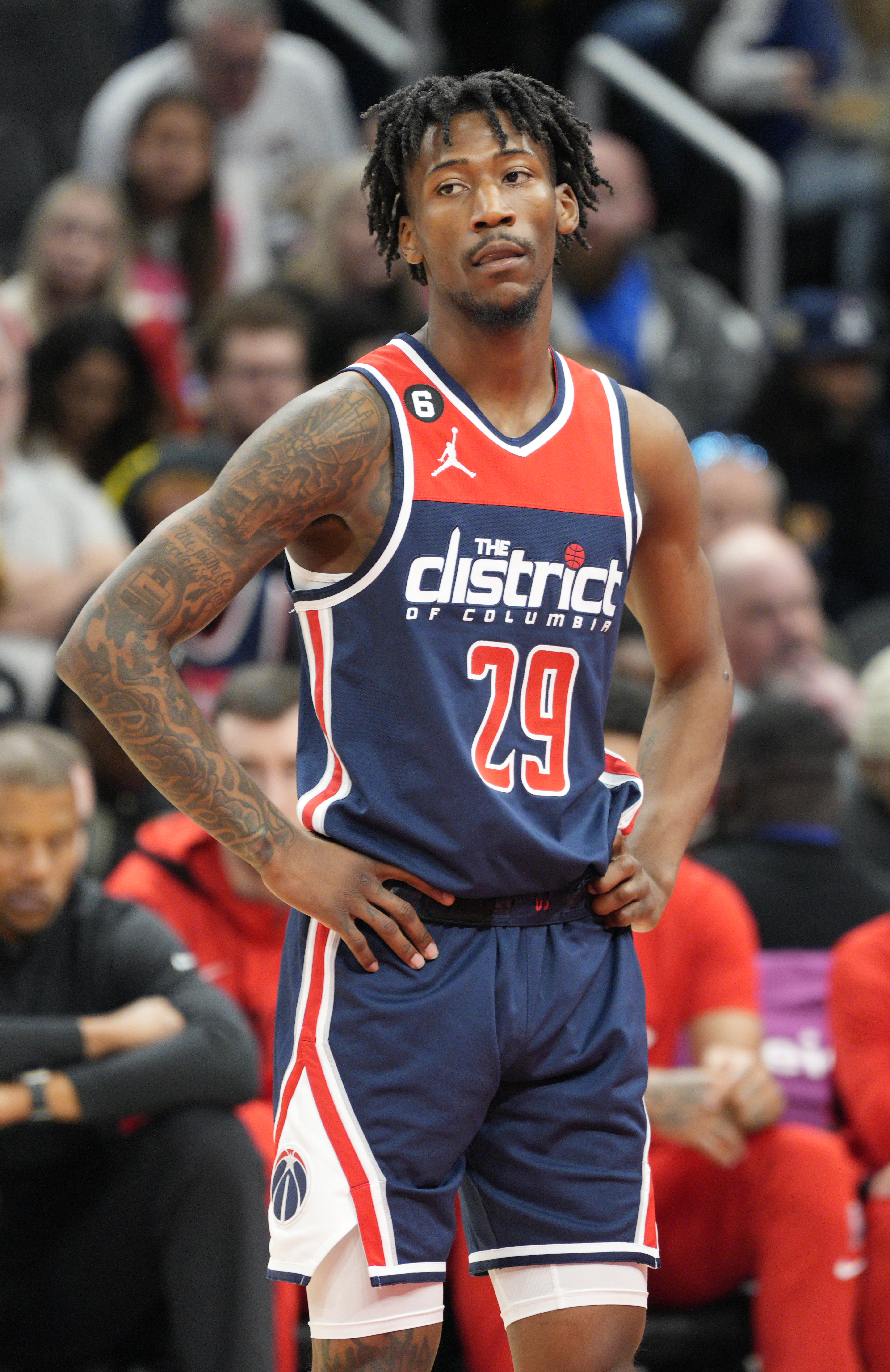
Quenton Jackson, 2023.

Quenton Jackson, född 15 september 1998 i Los Angeles i Kalifornien, är en amerikansk professionell basketspelare (SG) som spelar för Indiana Pacers i National Basketball Association (NBA). Han har tidigare spelat för Washington Wizards.
Jackson blev aldrig NBA-draftad.
Innan han blev proffs studerade Jackson först på College of Central Florida och spelade för deras idrottsförening College of Central Florida Patriots. Han blev senare överförd till Texas A&M University för spel i Texas A&M Aggies.